# Szawdzinie
Szawdzinie (biał. Шаўдзіні, Szaudzini; ros. Шавдини, Szawdini) – wieś na Białorusi, w obwodzie grodzieńskim, w rejonie lidzkim, w sielsowiecie Bielica, nad Niemnem.

## Historia
W XIX i w początkach XX w. położone były w Rosji, w guberni wileńskiej, w powiecie lidzkim, w gminie Żołudek. Były wówczas własnością Grabowskich.
W dwudziestoleciu międzywojennym leżały w Polsce, w województwie nowogródzkim, w powiecie szczuczyńskim (od 29 maja 1929, wcześniej w powiecie lidzkim), w gminie Żołudek. W 1921 miejscowość liczyła 173 mieszkańców, zamieszkałych w 29 budynkach, w tym 142 Polaków i 31 Białorusinów. 142 mieszkańców było wyznania rzymskokatolickiego i 31 prawosławnego.
Po II wojnie światowej w granicach Związku Sowieckiego. Od 1991 w niepodległej Białorusi.